# Donje Crniljevo
Donje Crniljevo (en serbe cyrillique : Доње Срниљево) est un village de Serbie situé dans la municipalité de Koceljeva, district de Mačva. Au recensement de 2011, il comptait 815 habitants.

## Démographie

### Évolution historique de la population
| 1948  | 1953  | 1961  | 1971  | 1981  | 1991  | 2002 | 2011 |
| ----- | ----- | ----- | ----- | ----- | ----- | ---- | ---- |
| 1 498 | 1 561 | 1 422 | 1 344 | 1 292 | 1 149 | 981  | 815  |

|  |